# オーク製作所
株式会社オーク製作所(英訳名 ORC MANUFACTURING CO., LTD.)は産業用の各種水銀灯など産業向けの光源を製造販売するメーカである。現在では、電子回路基板の製造用である露光装置の設計・販売を主軸としている。

## 所在地
本社は2004年より東京都町田市小山ヶ丘にあり、製造拠点は東京都に日の出工場、長野県茅野市に諏訪工場がある。

## 沿革
- 1968年 株式会社オーク製作所を東京都杉並区久我山2丁目536番地に設立。資本金500万円。カラー受像管、シャドウマスクの量産化設備を生産。
- 1974年 東京都調布市調布ヶ丘に本社を移転。
- 2003年 本社・工場を調布市下石原に移転。
- 2004年 東京都町田市小山ヶ丘に本社・工場を竣工
- 2006年 7月 ペンタックス　インダストリアル　インスツルメンツ株式会社から、ダイレクト露光関連の事業を譲受。